# St. Marien (Klein Oschersleben)

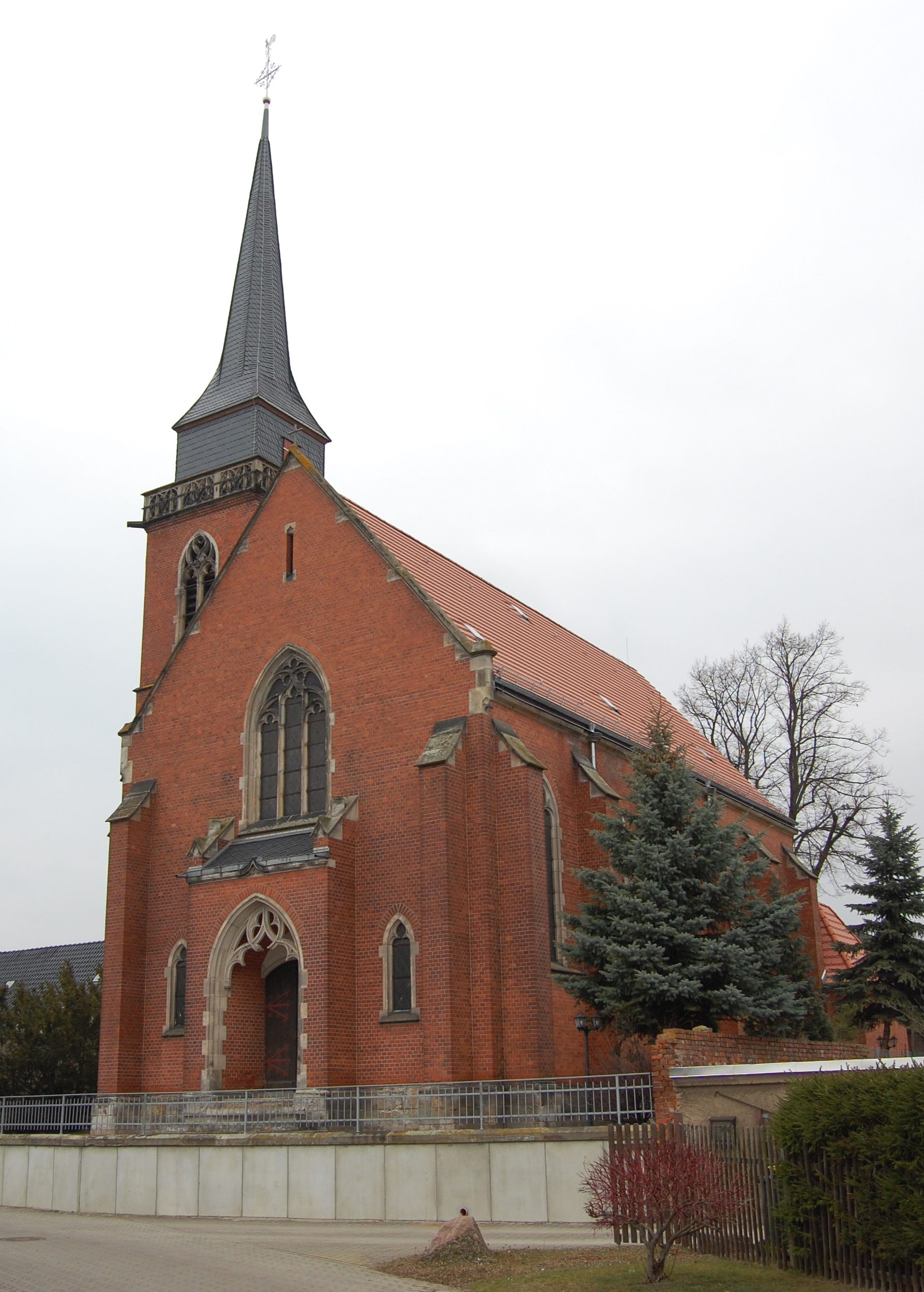
Sankt-Marien-Kirche

Die Sankt-Marien-Kirche, offizieller Name „Unbefleckte Empfängnis“, ist die katholische Kirche in Klein Oschersleben in Sachsen-Anhalt.
Die Kirche gehört zur Pfarrei der Sankt-Mariae-Kirche in Oschersleben (Bode), im Dekanat Egeln des Bistums Magdeburg. Die nach Maria (Mutter Jesu) benannte Kirche befindet sich zwischen der Poststraße und der Unteren Kirchstraße und ist im Denkmalverzeichnis des Landes Sachsen-Anhalt unter der Erfassungsnummer 094 96575 als Baudenkmal aufgeführt.

## Geschichte
Im 16. Jahrhundert wurde die Bevölkerung im Raum Oschersleben durch die Einführung der Reformation evangelisch-lutherisch. Erst im 19. Jahrhundert siedelten sich wieder Katholiken in größerer Zahl in Klein Oschersleben an; es handelte sich überwiegend um Arbeiter aus dem Eichsfeld und aus Oberschlesien, die als Erntehelfer und Industriearbeiter Beschäftigung fanden. Die 1843 erfolgte Eröffnung der Eisenbahnstrecke Magdeburg–Halberstadt, an die Klein Oschersleben über den Bahnhof Hadmersleben angebunden wurde, sowie die 1863 und 1879 in Klein Oschersleben errichteten Zuckerfabriken trugen zur wirtschaftlichen Entwicklung in Klein Oschersleben bei.
Vor der Gründung einer katholischen Kirchengemeinde in Klein Oschersleben wurde in Klein Oschersleben zunächst eine katholische Schule gegründet. Dies erfolgte durch den katholischen Pfarrer aus Hadmersleben für die rund 50 katholischen Kinder von Groß Germersleben, Klein Oschersleben und Peseckendorf. Die zunächst einklassige Schule wurde anfangs in einem Gebäude des Rittergutes Klein Oschersleben untergebracht, wechselte aber bereits 1867 in das Haus des Tischlers Christian Asche. 1881 erwarb der Pfarrer das Asche’sche Grundstück, auf dem er um 1883 ein neues Schulhaus erbauen ließ.
Pläne zum Bau der Kirche erfolgten ab 1895. Nachdem angrenzende Grundstücke für die Kirche erworben worden waren, erfolgte im Sommer 1899 der Abriss des Asche’schen Hauses, auf dessen Grundstück die St.-Marien-Kirche erbaut werden sollte. Die Grundsteinlegung fand am 24. Juni 1900 statt. Eine provisorische Einweihung der im Stil der Neogotik errichteten Backsteinkirche nahm am 18. August 1901 Dechant Hüllen aus Hedersleben vor. Die Glocken wurden zum Rosenkranzfest 1901 in Betrieb genommen. Die bischöfliche Konsekration erfolgte am 20. August 1902 durch Augustinus Gockel, Weihbischof des Bistums Paderborn, zu dem Klein Oschersleben damals gehörte. Am Folgetag spendet Weihbischof Gockel in Klein Oschersleben die Firmung.
Unter Bischof Wilhelm Schneider wurde 1901 die Kirchengemeinde Klein Oschersleben gegründet. Zum 18. September 1901 erfolgte die Ernennung von Kaplan Gustav Roderfeld zum Vikarieverweser von Klein Oschersleben, der am 1. Oktober 1901 nach Klein Oschersleben zog. Von 1901 an wurden in Klein Oschersleben auch Kirchenbücher geführt.
1906 wurde Johannes Hatzfeld, der später als Musiker und Schriftsteller wirkte, Nachfolger von Gustav Roderfeld. Diese Stelle als Vikar in Klein Oschersleben war die erste Stelle nach seiner Priesterweihe.
Im März 1910 wurde die Orgel eingebaut, die Einweihung fand zu Pfingsten 1910 statt. Im Ersten Weltkrieg wurde eine Gussstahlglocke abgeliefert. Nach dem Krieg konnte eine neue Bronzeglocke angeschafft werden. Im Frühjahr 1920 erhielt die Kirche eine heute nicht mehr vorhandene Ausmalung, im August 1927 wurde der Marienaltar aufgestellt. 1930 folgte der Einbau einer Heizung. Im Nationalsozialismus wurde die katholische Schule in Klein Oschersleben am 1. April 1939 aufgelöst.
In Folge des Zweiten Weltkriegs vergrößerte sich die Zahl der Katholiken auch in Klein Oschersleben durch den Zuzug von Heimatvertriebenen aus den Ostgebieten des Deutschen Reiches. Nachdem 1957 das Dach repariert und ein Blitzschutz angebaut worden war, erfolgte 1960 eine Erneuerung des Innenputzes sowie der Elektrik. 1965 stellte man auf eine elektrische Betätigung des Glockengeläuts um. Seit 1985 verfügt die Kirche über keinen ortsansässigen Priester mehr, sondern wird vom Geistlichen der Nachbarkirche St. Peter und Paul in Hadmersleben mitbetreut. Eine weitere Renovierung fand zwischen 1988 und 1990 statt. Zugleich wurde ein neuer Altar aufgebaut. Die Altarkonsekration nahm am 16. Dezember 1990 Bischof Leo Nowak vor. Die Feier zum 100. Jubiläum der Grundsteinlegung fand am 24. Juni 2000 unter Anwesenheit des Weihbischofs Gerhard Feige statt. Damals gehörten rund 230 Katholiken zum Einzugsgebiet der Kirche, welches außer Klein Oschersleben auch die Nachbardörfer Groß Germersleben und Peseckendorf umfasst.
Am 13. Oktober 2007 wurde der Gemeindeverbund „Eilsleben – Großalsleben – Hadmersleben – Hamersleben – Hötensleben – Klein Oschersleben – Oschersleben – Sommerschenburg – Völpke“ errichtet, zu dem seitdem auch die St.-Marien-Kirche gehörte. Damals gehörten zur Pfarrvikarie Klein Oschersleben rund 110 Katholiken. Am 28. November 2010 entstand daraus die heutige Pfarrei „St. Marien“, die Pfarrvikarie Unbefleckte Empfängnis in Klein Oschersleben wurde in diesem Zusammenhang aufgelöst.

## Architektur

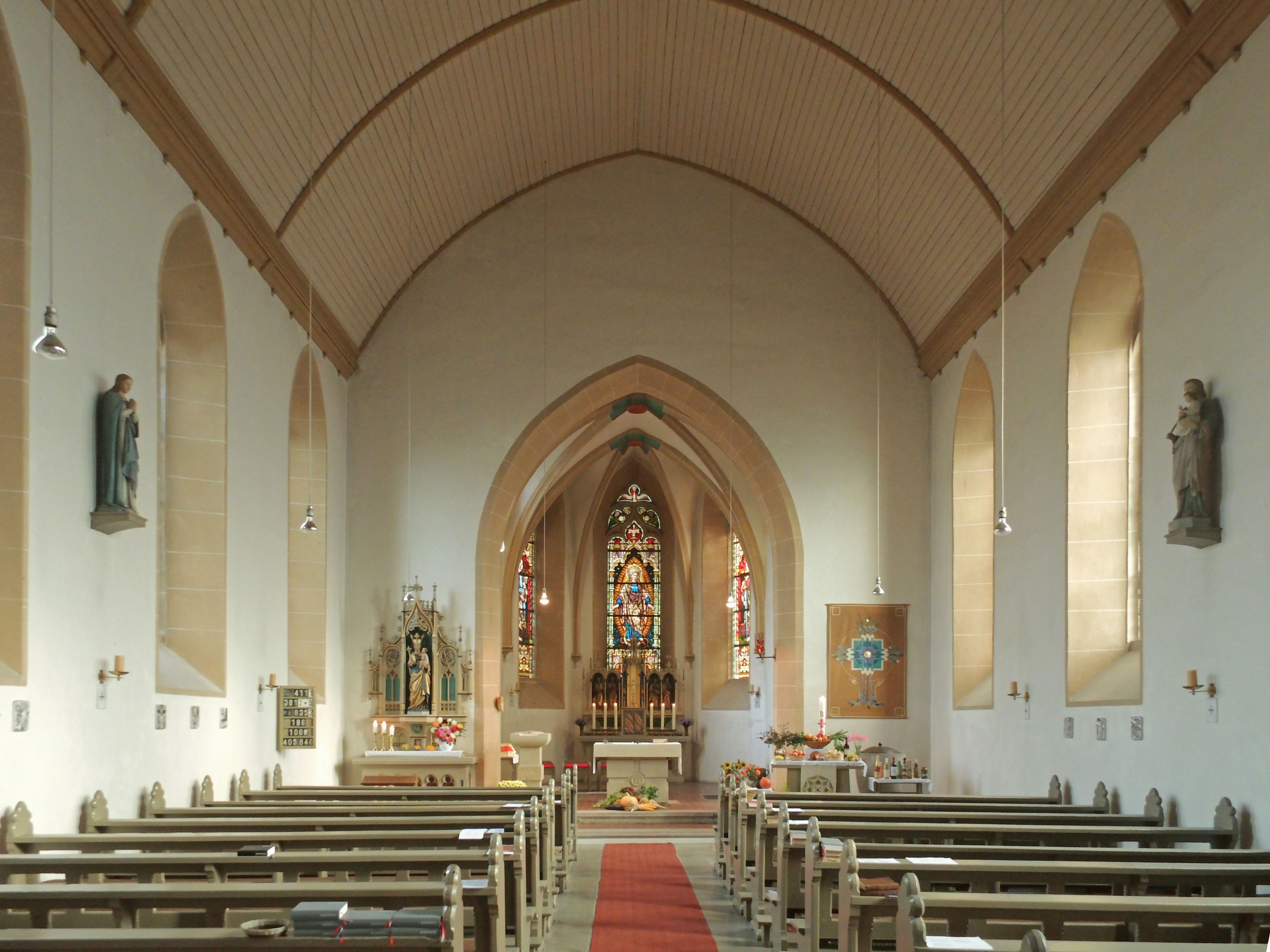
Innenansicht

Westlich der Langseite des einschiffigen Kirchenschiffs befindet sich der Kirchturm auf quadratischem Grundriss. Der polygonale Chor ist in das Schiff einbezogen. Die Fenster des Gebäudes und das Westportal sind mit Maßwerk in spätgotischen Formen versehen.
Das Innere des Kirchenschiffs ist mit einem spitzbogigen Tonnengewölbe überwölbt. Im Chor befindet sich ein Kreuzrippengewölbe. Die Ausstattung wird als eher zurückhaltend beschrieben. Bemerkenswert ist ein in spätgotischer Formensprache ausgeführtes aufwendiges Retabel des Hauptaltars aus der Bauzeit der Kirche, es zeigt die Evangelisten Matthäus, Markus, Lukas und Johannes. Im Chor befinden sich drei figürlich gestaltete farbige Glasfenster. Sie zeigen in der Mitte die Muttergottes im Strahlenkranz, links und rechts davon Simon Petrus und Paulus von Tarsus. Das Kirchengestühl lässt einen Mittelgang frei und bietet 114 Sitzplätze. Unter der Orgelempore befinden sich eine Herz-Jesu-Statue, eine Kopie des Gnadenbildes Unserer Lieben Frau von der immerwährenden Hilfe, ein Beichtstuhl und eine Gedenktafel für die Gefallenen der beiden Weltkriege. Zur Innenausstattung der Kirche gehören ferner Statuen der heiligen Antonius von Padua, Elisabeth von Thüringen und Josef von Nazaret, ein Taufbecken sowie 14 kleine Kreuzwegstationen. Der Wandteppich stammt aus neuerer Zeit. Im Vorraum der Kirche befindet sich ein Missionskreuz, das an die Volksmissionen von 1908 bis 1964 erinnert.
Die Orgel war von der Eggert Orgelbau-Anstalt (Anton Feith jr.) aus Paderborn, deren Gründer selbst aus Klein Oschersleben stammte, als Opus 193 erbaut worden und wird heute noch bespielt.

## Trivia
Im April 1945, kurz vor dem Ende des Zweiten Weltkriegs, fand ein abgeschossener deutscher Pilot Unterschlupf im Kirchengebäude.